# Edna Clarke Hall
Edna Clarke Hall, de soltera Waugh (Shipbourne, 29 de junio de 1879-16 de noviembre de 1979) fue una acuarelista, grabadora, litógrafa y dibujante británica principalmente conocida por sus numerosas ilustraciones de Cumbres Borrascosas de Emily Brontë.

## Biografía
Edna Waugh nació en Shipbourne, una pequeña aldea en los campos de lúpulo de Kent, siendo la décima de los doce hijos del activista social Benjamin Waugh, cofundador de la Sociedad Nacional para la Prevención de la Crueldad contra los Niños (NSPCC). En 1881, los Waugh se mudaron a Southgate, y en 1889, después de que su padre renunciara al ministerio para dedicarse al NSPCC, la familia se estableció en St. Albans, Hertfordshire.
La joven Edna Waugh mostró un talento temprano para el dibujo. Cuando tenía catorce años, un abogado amigo de su padre, William Clarke Hall (1866-1932) organizó su ingreso en la Slade School of Fine Art. Mientras estuvo allí, recibió clases de Henry Tonks, "el maestro más renombrado y formidable de su generación". Estudió junto a Gwen y Augustus John, Ida Nettleship, Ambrose McEvoy y Albert Rutherston, e hizo muchos dibujos y grabados de sus nuevos amigos. Ganó muchos premios y certificados por sus dibujos y en 1897 recibió una beca Slade. Aunque existen un par de pinturas al óleo, pintadas bajo la dirección de Gwen John, el modo favorito de Edna como pintora era la acuarela.
Con 19 años, se casó con William Clarke Hall el 22 de diciembre de 1898. Aunque previamente este había alentado y apoyado los estudios de su esposa, se generaron tensiones entre las ambiciones artísticas de Edna y la expectativa de su esposo de que ella se ajustara a un papel tradicional de esposa. Durante las siguientes dos décadas, el arte de Edna Clarke Hall se convirtió en una actividad muy personal que solo compartía con amigos cercanos y tan sólo ocasionalmente se mostraba en exposiciones colectivas. Poco después de su matrimonio, los Clarke Hall alquilaron una casa del siglo XVI llamada Great Tomkins, en Upminster Common.  Esta casa le recordaba a Edna a Cumbres Borrascosas de Emily Brontë, inspirando la primera de las muchas ilustraciones de escenas de la novela que crearía. Durante el resto de su vida artística, Clarke Hall siguió trabajando en los dibujos y grabados de Cumbres Borrascosas durante períodos de crisis emocional. Representaba escenas como la angustiada Catherine llorando por el Heathcliff apoyando a la agonizante Catherine. Uno de sus dibujos de la última escena incluía la cita '¡Déjame solo! Si he hecho mal, moriré por ello'.
Aparte de Cumbres Borrascosas, los hijos de Edna, Justin (1905-1983) y Denis (1910-2006) fueron modelos clave para su arte. Con frecuencia los pintaba mientras estaban absortos en sus propias actividades, creando retratos tiernos pero poco sentimentales, típicamente en acuarela.
En 1914, Henry Tonks convenció a su exalumna de que realizara una exposición individual en las Chenil Galleries de Londres. La exposición fue un éxito de crítica, con una reseña que la describía como una "dibujante sensible y expresiva que alcanza un plano magistral" y admiraba su uso "individual e instintivo" del color.

## Crisis e identidad artística
Edna Clarke Hall sufrió una crisis nerviosa en 1919. Con la ayuda de Tonks y el psicólogo Henry Head, abordó algunos de los problemas de su matrimonio y pudo reafirmar su identidad artística. En 1922 su esposo instaló un estudio en South Square, Gray's Inn, donde ella podría trabajar. Entre 1924 y 1941 expuso regularmente en la Redfern Gallery de Londres. Su exposición de 1926 llevó a que el crítico de arte de The Times la declarara "la artista más imaginativa de Inglaterra".
Edna Clarke Hall escribió y publicó dos volúmenes de poesía, Poems (1926) y Facets (1930). Tres de sus 'Poem Pictures', que fusionaban ilustración y texto de una manera que recuerda a William Blake, aparecen como litografías en Facets.
William Clarke Hall fue nombrado caballero en 1932 por su trabajo para reformar la ley de menores, momento en el que su esposa se convirtió en Lady Clarke Hall, pero murió ese mismo año. Un fideicomiso fue formado por la Sra. F. Samuel, la Sra. E. Bishop y Michel H. Salaman, que eran amigas de Clarke Halls, para que Edna pudiera conservar su estudio y seguir trabajando.
En 1939 se llevó a cabo una retrospectiva de sus dibujos en Mánchester. En 1941, el estudio de Clarke Hall en Londres fue destruido, junto con gran parte de su trabajo, por la acción del enemigo durante el Blitz.

## Últimos años y muerte
La pérdida de su estudio fue un golpe devastador. Clarke Hall fue pintando cada vez menos hasta que cesó por completo a principios de la década de 1950. Vivió el resto de su vida con su sobrina, Mary Fearnley Sander, hasta su muerte, a los 100 años, el 16 de noviembre de 1979.
Su hijo, Denis Clarke Hall, se convirtió en presidente de la Architectural Association School of Architecture, 1958-59.